# Rakoszyce (gmina)
Rakoszyce – dawna gmina wiejska istniejąca w latach 1945–1954 w woj. wrocławskim (dzisiejsze woj. dolnośląskie). Siedzibą władz gminy były Rakoszyce.
Gmina Rakoszyce powstała po II wojnie światowej na terenie tzw. Ziem Odzyskanych (tzw. II okręg administracyjny – Dolny Śląsk). 28 czerwca 1946 gmina – jako jednostka administracyjna powiatu średzkiego – weszła w skład nowo utworzonego woj. wrocławskiego.
Według stanu z 1 lipca 1952 gmina składała się z 15 gromad: Budziszów, Chwalimierz, Gozdawa, Jakubkowice, Jugowiec, Juszczyn, Kryniczno, Kulin, Rakoszyce, Samsonowice, Siemidrożyce, Szymanowice, Świdnica Polska, Wilków i Wojczyce. Gmina została zniesiona 29 września 1954 wraz z reformą wprowadzającą gromady w miejsce gmin. Jednostki nie przywrócono 1 stycznia 1973 wraz z kolejną reformą reaktywującą gminy, a jej dawny obszar wszedł głównie w skład nowej gminy Środa Śląska.